# 利奧波多夫

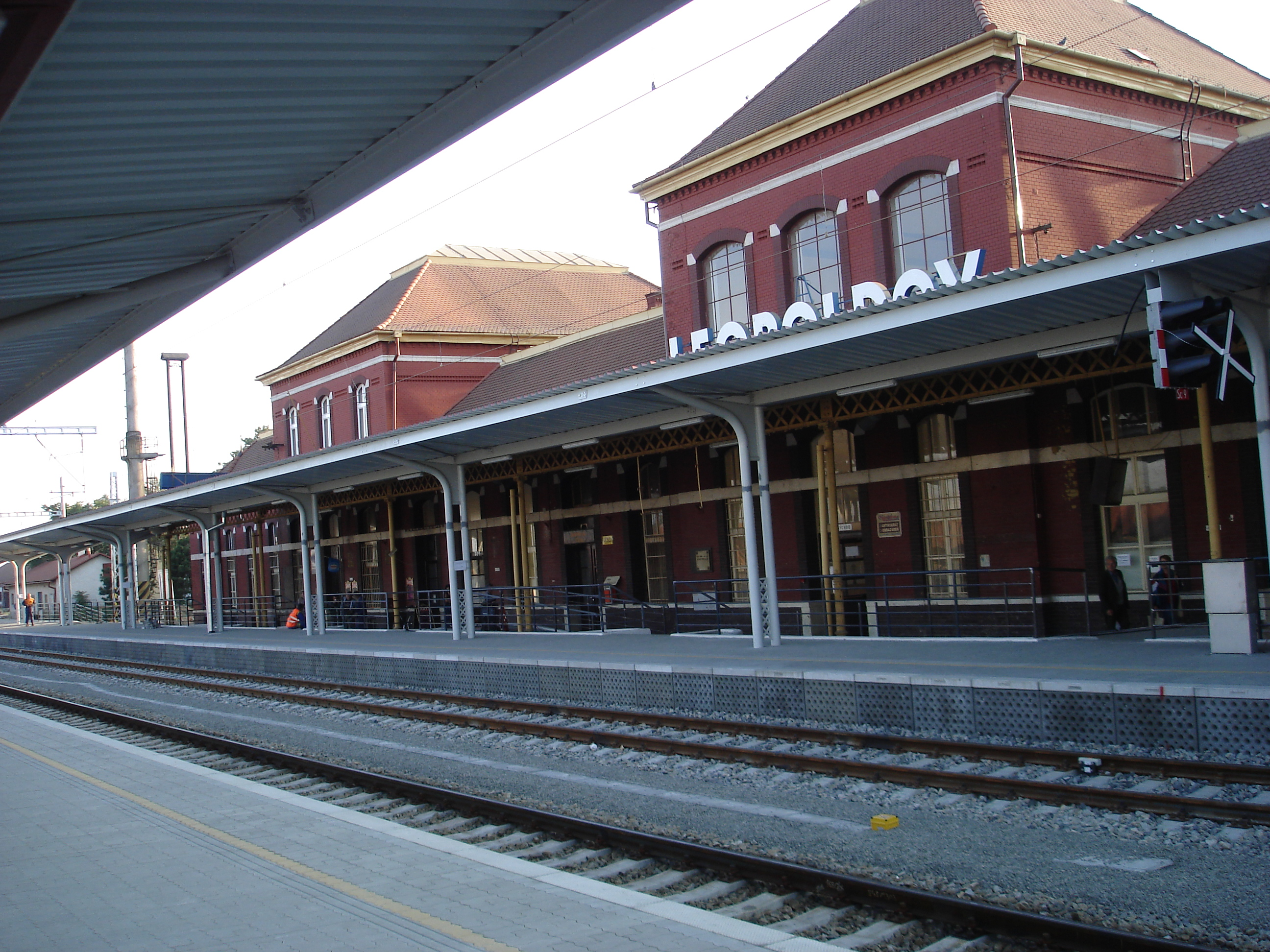

利奧波多夫是斯洛伐克的城鎮，位於該國西部，由特爾納瓦州負責管轄，面積5.65平方公里，海拔高度143米，鎮上的天主教教堂建於1712年，2005年人口4,083。

## 外部連結
- Official website（页面存档备份，存于） （斯洛伐克文）